# Transporte apoplástico
Transporte apoplástico é o processo de ocupação de massa (uma substância qualquer) por difusão sem desprendimento energético, no apoplasto das plantas. este processo é mediado pelas células da endoderme pois como têm bandas de caspari as suas parede tornam-se impermeáveis em determinadas zonas não permitindo que substancias entrem no cilindro central sem passarem por dentro destas células.